# Chikán Mihály
Chikán Mihály (Balassagyarmat, 1838. szeptember 22. – Balassagyarmat, 1882. április 28.) tanár.

## Élete
Tanító volt 1861–1870 között a balassagyarmati római katolikus elemi iskolában, 1870–1874 között tanfelügyelőségi tollnok, 1874–1876 között a balassagyarmati állami elemi iskola vezértanítója, 1876-tól haláláig a polgári iskola tanára, a Dalegylet első karnagya.

## Műve
- Nógrád vármegye földrajza (Balassagyarmat, 1874).